# Svinské louže
Svinské louže je název mokřadů a zároveň také sedla mezi Zlatým návrším a Medvědínem v nadmořské výšce 1212 metrů.

## Popis
Jedná se o oblast s výskytem malých rašelinišť, které jsou většinou ukryté v lese. Součástí je také řada malých jezírek. Obklopena jsou typickou rašelinnou vegetací, přičemž dominuje zde suchopýr, a zvěř je využívá jako kaliště.

## Přístupnost
Přes Svinské louže vede červená turistická značka (Bucharova a Medvědí cesta), zde vedená po dřevěném chodníku, ve směru Medvědín-Zlaté návrší. O něco výše ve svahu se napojuje na cestu z Horních Míseček, pokračující k Vrbatově boudě.